# Höfen (Neurenberg)
Höfen is een stadsdeel in de Duitse gemeente Neurenberg, deelstaat Beieren, en telt ca 3400 inwoners (2002).